# فیلم عکاسی

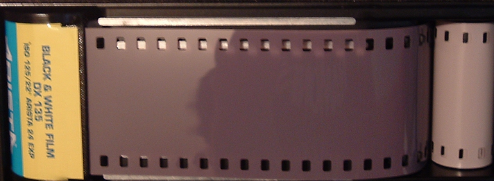
فیلم نگاتیو ۳۵ میلی‌متر، ISO 125/22 درجه، سیاه و سفید نگتیو

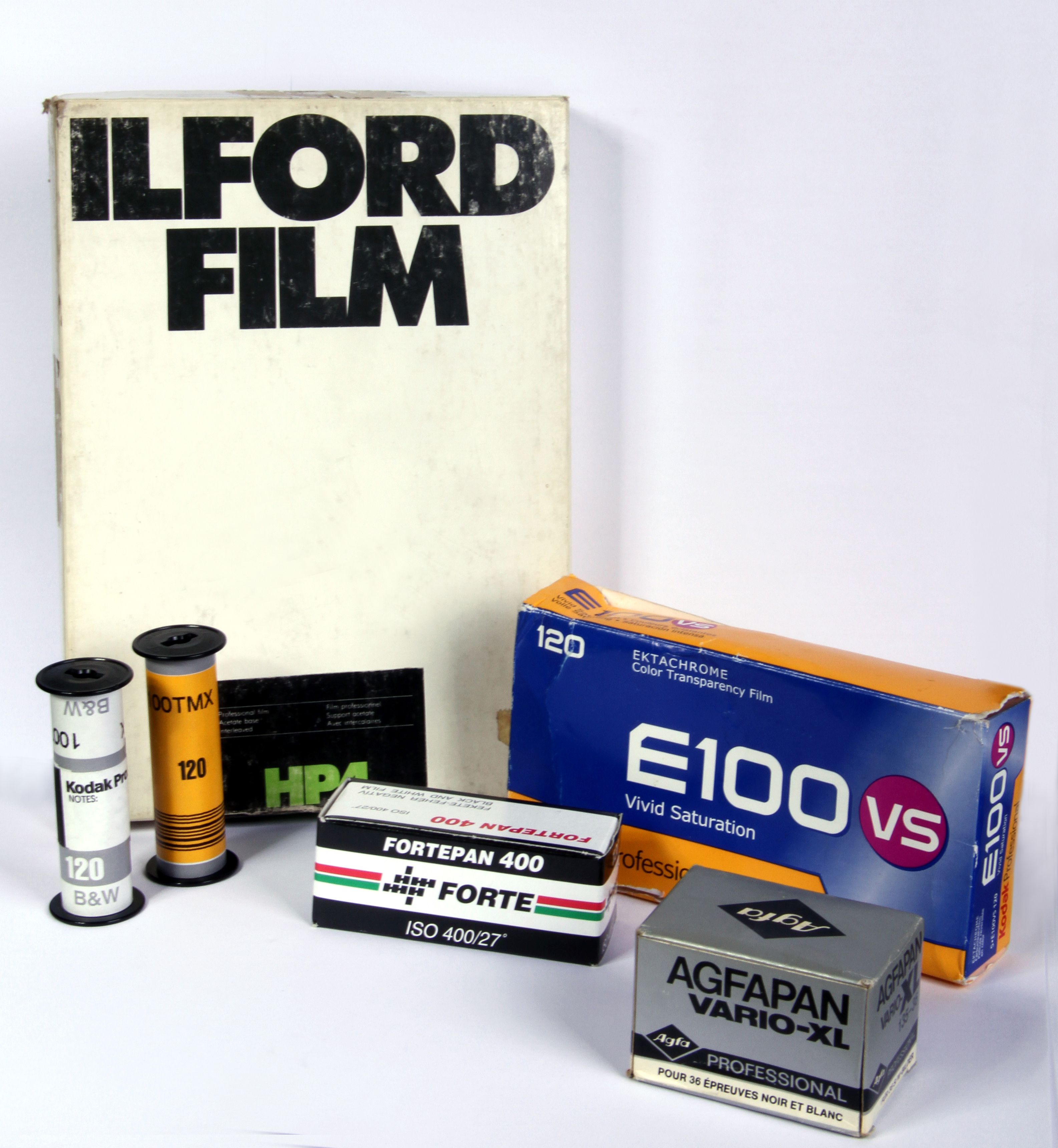
چند نوع فیلم عکاسی

لایه‌های فیلم رنگی ۳۵ میلی‌متر: ۱. پایه فیلم۲. لایه ضد هاله۳. لایه حساس به نور قرمز۴. لایه حساس به نور سبز۵. فیلتر زرد۶. لایه حساس به نور آبی۷. فیلتر فرابنفش۸. لایه محافظ۹. فیلم در معرض نور مرئی

نمودار تراکم تصویر (D) در معرض ورود به سیستم (H)، یک منحنی مشخصه S (منحنی H&D) را برای هر نوع فیلم ارائه می‌دهد تا حساسیت آن را تعیین کند. تغییر خصوصیات امولسیون یا پارامترهای پردازش منحنی را به سمت چپ یا راست حرکت می‌دهد.

فیلم عکاسی یا سطح حساس عکاسی که در گذشته از شیشه و کلودیونِ تر ساخته می‌شد، فعلاً یک ورق شفاف پلاستیکی از جنس پلی‌استر یا نیتروسلولز یا سلولز استات است. این ورق با یکی از نمک‌های نقره به نام نمک هالیدهای نقره (برومور نقره) و یک ماده ژلاتینی برای چسباندن نمک مورد نظر بر سطح ورقه پلاستیکی ساخته شده، پوشیده شده‌است. اندازه کریستال‌های نمک مشخص‌کننده میزان حساسیت به نور و رزولوشن فیلم عکاسی می‌باشد. نوری که به فیلم عکاسی می‌خورد باعث ایجاد یک فرایند شیمیایی روی فیلم عکاسی شده و تغییراتی که قابل دیده شدن نیست را ایجاد می‌کند؛ این تغییرات به وسیله ماده شیمیایی دیگری مرئی می‌شود. با ظهور و چاپ یک فیلم عکاسی، تصویر یا عکس بدست می‌آید.

## عوامل مؤثر بر فیلم‌ها
پس از آنکه یک فیلم نور دهی شد، مقدار تیرگی حاصل در یک خاص به عوامل زیر بستگی دارد:
- تابندگی به منظور نور دهی.
- طول موج‌هایی که فیلم نسبت به آن‌ها حساس است.
- طول موج تابش.
- مدت زمان نور دهی.
- شرایط ظهور فیلم.

## مکانیزم ثبت تصویر روی فیلم
انرژی لازم برای تبدیل نقره برمید یا نقره یدید به نقره عنصری از ماده شیمیایی مورد استفاده در فرایند ظهور فراهم می‌شود. پیش از ظهور اطلاعات به صورت یک تصویر نهان به شکل دانه‌های حساس شده روی شیشه یا فیلم ذخیره شده‌است. از ظاهر کردن فیلم یک تصویر منفی (نگاتیو) بدست می‌آید. نگاتیو یعنی خلاف آنچه در اصل تصویر دیده می‌شود؛ بنابراین قسمت‌های روشن تصویر بر روی فیلم تیره می‌افتد و برعکس قسمت‌های تیره آن به‌صورت روشن نقش می‌بندد.
چون دانه‌های املاح هالوژنی نقره به تنهایی فقط به نور آبی و نور فرا بنفش نزدیک حساسند، باید مواد رنگی یا رنگیزه‌هایی به آن‌ها افزوده شود تا تابش بخش‌های دیگر بیناب را جذب کنند و برای حساس کردن دانه‌ها، مسیر فراهم آورند. فیلم‌های فرو سرخ هم موجودند، ولی باید با مراقبت ویژه نگهداری شوند. چون به سبب حساسیت به گرما خیلی زود آسیب می‌بینند.

## انواع فیلم
1. فیلم‌های مثبت (پزتیو) یا ریورسال.
2. فیلم‌های منفی (نگاتیو).
3. فیلم‌های مخصوص برای طول موج‌های خاص. مثل: فیلم مادون قرمز.

که هر دو نوع ۱ و ۲ دارای انواع سیاه و سفید و رنگی هستند.
فیلم‌های لیتوگرافی یا رادیوگرافی با اندکی تغییر در میزان حساسیت یا حساسیت به پرتوهای نوری مشابه فیلم‌های عکاسی هستند.

## اندازه (قطع) فیلم‌ها
فیلم‌های عکاسی از نظر قطع در اندازه‌های مختلف ارائه می‌شوند. رایج‌ترین آن‌ها عبارتند از:
۱- فیلم ۱۳۵ (۳۶ میلی‌متری) برای دوربین قطع کوچک.
۲- فیلم ۱۲۰ برای ضبط تصاویر در اندازه‌های ۶*۴٫۵، ۶*۶، ۶*۹ و ۶*۱۷ برای دوربین قطع متوسط.
۳- فیلم‌های تخت، از اندازه معمول ۶*۴ الی ۲۰*۲۵ برای دوربین قطع بزرگ. البته در سال‌های گذشته اندازه‌های بزرگتر و کوچکتری نیز تولید می‌شد که فعلاً با بروز پدیده دیجیتال و بخاطر محدود بودن مصرف‌کنندگان، تولید آن‌ها نیز قطع یا کاهش یافته‌است.

## فیلم‌های عکاسی رنگی
به‌صورت کلی دو نوع فیلم عکاسی رنگی در بازارهای مصرف‌کننده و حرفه‌ای موجود هستند:
- فیلم نگاتیو رنگی (به انگلیسی: Color Negative)
- فیلم اسلاید رنگی (به انگلیسی: Slide or Color Reversal Film)

فیلم‌های اسلاید عموماً دارای دانه‌های (به انگلیسی: Grain) ریزتر و رنگ‌های اشباع شده‌تر نسبت به فیلم‌های نگاتیو با حساسیت‌های مشابه هستند، اما به مراحل بیشتری برای چاپ احتیاج دارند. هر کدام از این فیلم‌ها نیاز به روش ظهور خاصی دارند که از میان آن‌ها روش ظهور سی۴۱ (به انگلیسی: C41) برای فیلم‌های نگاتیو رنگی و روش ظهور ای۶ (به انگلیسی: E6) برای فیلم‌هایی اسلاید متداول است.

## فیلم‌های پزتیو

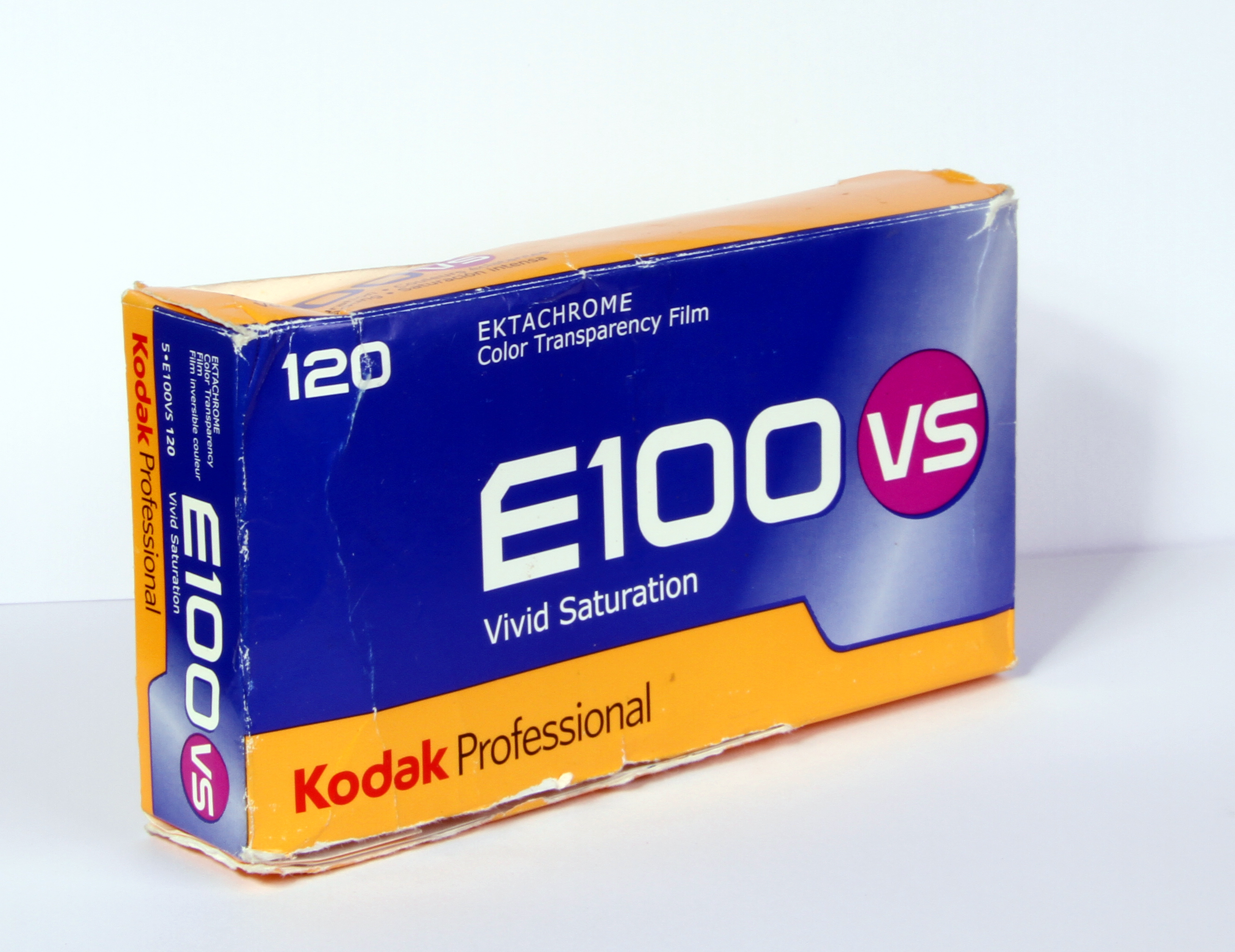
یک بسته اسلاید ۱۲۰ کداک E100

فیلم‌های پزوتیو همان اسلایدها هستند که در دو نوع سیاه و سفید و رنگی به بازار عرضه می‌شوند.

## تاریخچه فیلم عکاسی
فیلم عکاسی به عنوان یک رسانه شیمیایی برای ثبت تصاویر، از قرن نوزدهم تا اوایل قرن بیست و یکم، تحولات چشمگیری را تجربه کرد. این سیر تکاملی شامل نوآوری‌های فنی در مواد حساس به نور، استانداردسازی فرمت‌ها و دموکراتیک‌سازی عکاسی است.

### پیشینه و نخستین تلاش‌ها (۱۸۲۵–۱۸۵۰)
نیکفور نیپس در سال ۱۸۲۵ اولین عکس دائمی جهان را با استفاده از قیر روی یک ورقه قلع ایجاد کرد. این فرآیند بسیار کند بود و به ساعت‌ها نوردهی نیاز داشت.

#### صفحات داگرئوتایپ و کالوتایپ (۱۸۳۹–۱۸۴۱)
در ۱۸۳۹، لوئی داگر فرآیند «داگرئوتایپ» را معرفی کرد که از صفحات مسی نقره‌اندود حساس‌شده با بخار ید استفاده می‌کرد. این روش با نوردهی حدود ۱۵ دقیقه‌ای و ظهور با بخار جیوه، تصویری مثبت اما غیرقابل تکثیر ایجاد می‌نمود. همزمان، ویلیام هنری فاکس تالبوت در انگلستان «کالوتایپ» (۱۸۴۱) را ابداع کرد که با استفاده از کاغذ آغشته به نیترات نقره و یدید پتاسیم، امکان تولید نگاتیو و چاپ نامحدود تصاویر را فراهم می‌ساخت.

### تکامل صفحات خشک و پایه‌های انعطاف‌پذیر (۱۸۵۱–۱۸۸۸)

#### فرایند کلودیون مرطوب (۱۸۵۱)
فردریک اسکات آرچر با معرفی «کلودیون مرطوب»، زمان نوردهی را به ۲ تا ۱۵ ثانیه کاهش داد. این روش مبتنی بر پوشش صفحات شیشه‌ای با مخلوط کلودیون، اتر و نیترات نقره بود و نیازمند استفاده فوری پیش از خشک شدن امولسیون بود.

#### اختراع امولسیون ژلاتینی (۱۸۷۱)
ریچارد مادوکس در ۱۸۷۱ با جایگزینی کلودیون با ژلاتین به عنوان حامل برومید نقره، «صفحات خشک» را توسعه داد. این صفحات قابلیت ذخیره‌سازی پیش از استفاده و کاهش وزن تجهیزات را دارا بودند.

#### نخستین فیلم‌های رول (۱۸۸۴–۱۸۸۸)
جرج ایستمن در ۱۸۸۴ با ثبت اختراع «فیلم رول» از جنس کاغذ آغشته به امولسیون ژلاتینی، انقلابی در حمل و نقل مواد عکاسی ایجاد کرد. در ۱۸۸۸، دوربین جعبه‌ای «کداک شماره ۱» با فیلم رول ۲۴ قطع‌های و شعار «شما دکمه را فشار دهید، ما باقی کارها را انجام می‌دهیم» عرضه شد که پس از مصرف به شرکت برای ظهور و چاپ ارسال می‌گردید.

### استانداردسازی و گسترش فیلم ۳۵ میلی‌متری (۱۹۱۳–۱۹۶۰)

#### کداک و لایکا، استاندارد ۳۵ میلی‌متری را تثبیت می‌کنند (۱۹۱۳–۱۹۳۴)
در ۱۹۱۳، اسکار بارناک، مهندس آلمانی، با اقتباس از فیلم ۳۵ میلی‌متری سینمایی، نخستین نمونه دوربین لایکا را طراحی کرد که در ۱۹۲۵ به تولید انبوه رسید. کداک در ۱۹۳۴ با معرفی فیلم ۱۳۵ استاندارد، این فرمت را برای استفاده عمومی بهینه‌سازی نمود.

#### بهبودهای شیمیایی (۱۹۳۰–۱۹۶۰)
توسعه امولسیون‌های «ارتوکروماتیک» (حساس به رنگ‌های آبی و سبز) و «پانکروماتیک» (حساس به تمام طیف نور مرئی)، همراه با افزودن پوشش‌های ضدغبار و لایه‌های ضدخش، کیفیت تصویر را متحول کرد. معرفی فیلم‌های پلی‌استر پایه در دهه ۱۹۶۰ دوام فیلم‌ها را افزایش داد.

### ظهور و افول فیلم رنگی (۱۹۰۷–۲۰۰۹)

#### سیستم‌های افزودنی و کاهشی (۱۹۰۷–۱۹۳۶)
برادران لومیر در ۱۹۰۷ با فرآیند «اتوکروم»، نخستین فیلم رنگی مبتنی بر فیلترهای نشاسته‌ای را تولید کردند. در ۱۹۳۵، کداک با معرفی «کداکروم» از روش ظهور پیچیده ۲۸ مرحله‌ای استفاده کرد، در حالی که آگفا آلمان در ۱۹۳۶ فرایند تک مرحله‌ای‌تری را ارائه نمود.

#### سلطنت کداکروم و رقبا (۱۹۴۲–۲۰۰۹)
فیلم کداکروم ۲۵ آیزو با دانه‌بندی فوق‌العاده ریز، به استاندارد عکاسی حرفه‌ای تبدیل شد. فوجی‌فیلم در ۱۹۸۶ با سری «ولویا» و کنتراست بالا به رقابت پرداخت. در ۲۰۰۹، کداک تولید کداکروم را متوقف کرد.

### فیلم فوری، چالش دیجیتال و میراث (۱۹۴۸–تاکنون)

#### پولاروید و فناوری یکپارچه (۱۹۴۸–۲۰۰۸)
ادوین لند در ۱۹۴۸ با دوربین پولاروید مدل ۹۵، ظهور فوری ۶۰ ثانیه‌ای را ممکن ساخت. فناوری SX-70 در ۱۹۷۲ با فیلم‌های خودمحرک و تصویربرداری لایه‌ای، اوج این فناوری بود. در ۲۰۰۸، تولید تمام فیلم‌های پولاروید متوقف شد.

#### چالش دیجیتال (۱۹۷۵–۲۰۰۴)
با معرفی نخستین سنسور CCD توسط کداک در ۱۹۷۵ و عرضه دوربین دیجیتال دایسون DS-1P در ۱۹۸۸، افول فیلم‌های شیمیایی آغاز شد. در ۲۰۰۴، فروش دوربین‌های دیجیتال از دوربین‌های آنالوگ پیشی گرفت.

#### میراث و بازگشت نمادین (۲۰۱۰–تاکنون)
از ۲۰۱۰، جنبش‌های علاقه‌مندان به عکاسی آنالوگ و تولیدکنندگانی مانند Ilford و Kodak Alaris، احیای محدود فیلم‌های کلاسیک را موجب شدند. امروزه فیلم‌های ۳۵ میلی‌متری و ۱۲۰ در بازار تخصصی هنری و آموزشی تداوم دارند.